# Hydnum papyraceum
Hydnum papyraceum är en svampart som beskrevs av Wulfen 1786. Hydnum papyraceum ingår i släktet mat-taggsvampar och familjen Hydnaceae.   Inga underarter finns listade i Catalogue of Life.